# Ascensión Carreño
Pour les articles homonymes, voir María Fernández (homonymie), Carreño (homonymie) et Fernández.
María Ascensión Carreño Fernández, née le 2 juillet 1970, est une femme politique espagnole membre du Parti populaire (PP).
Elle est élue députée de la circonscription de Murcie lors des élections générales de novembre 2011.

## Biographie

### Vie privée
Elle est mariée et mère de deux enfants.

### Profession
Elle est ingénieure en œuvres publiques et civiles, architecte et possède un master européen d'environnement et énergies renouvelables. Elle a fait des études de piano au Conservatoire supérieur de Murcie.

### Carrière politique
Elle a été députée à l'Assemblée régionale de Murcie et secrétaire du Parti populaire de Murcie chargée de l'environnement et du changement climatique.
Le 20 novembre 2011, elle est élue députée pour Murcie au Congrès des députés et réélue en 2015 et 2016.